# Îles Manitou (lac Nipissing)
Les îles Manitou sont un archipel du lac Nipissing situé à 20 km au sud-est de North Bay. Quatre des cinq îles sont situées dans la réserve naturelle provinciale des Îles-Manitou.

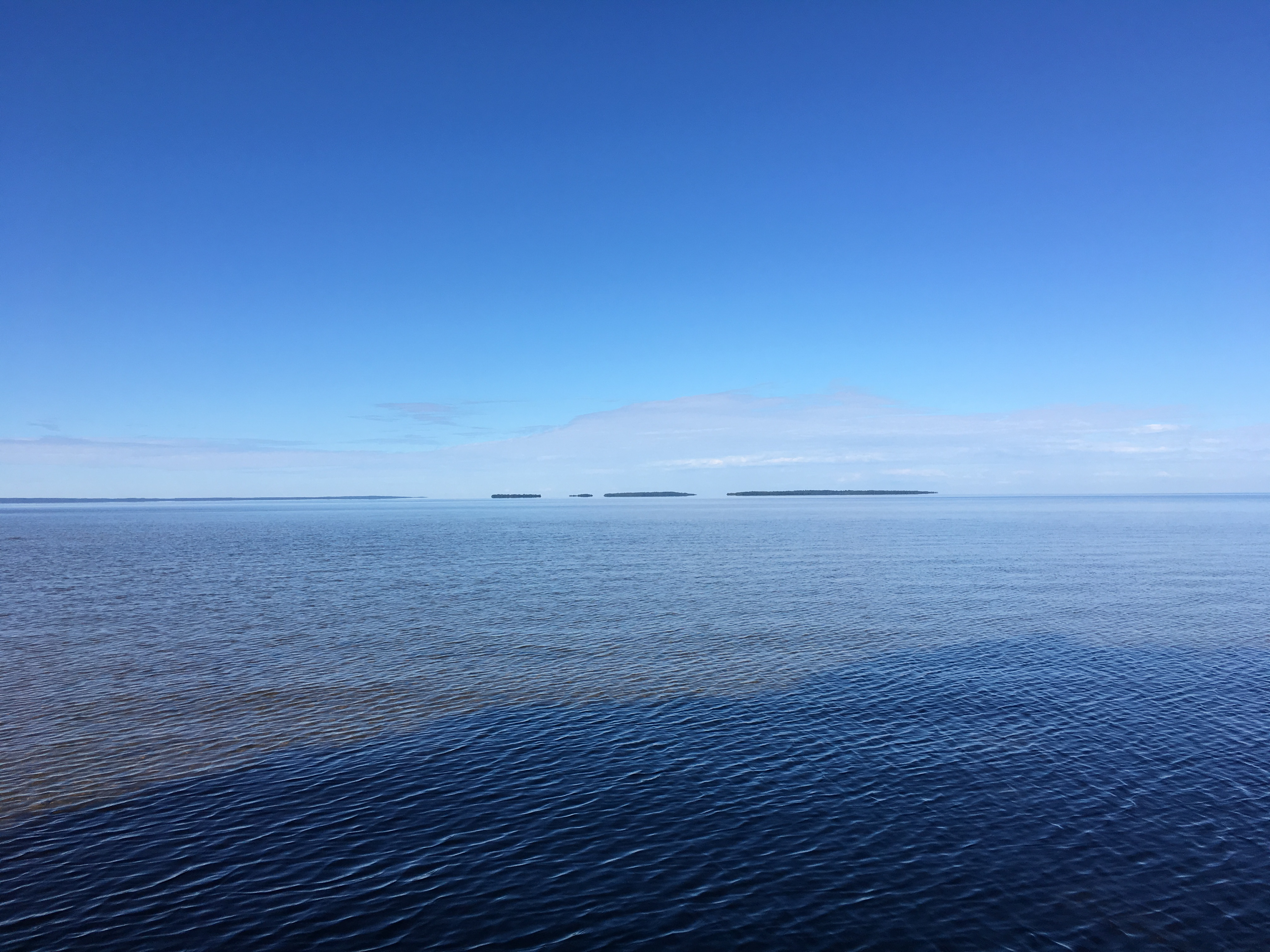
Les îles Manitou (lac Nipissing, Ontario, Canada) vues depuis North Bay.